# Калабухов, Николай Иванович
Никола́й Ива́нович Калабу́хов (1 августа 1908, станица Каменская, Области Войска Донского — 17 октября 1991, Астрахань) — советский териолог, доктор биологических наук (1946), специалист по экологии млекопитающих.

## Биография
Родился в станице Каменской 1 августа 1908 года. С 1924 года занимался в кружке юных биологов зоопарка (КЮБЗ) при Московском зоопарке под руководством Петра Александровича Мантейфеля. В этом же году провёл свое первое научное наблюдение над спячкой крапчатого суслика. В 1926 году поступил в МГУ. В период летних практик занимался изучением сусликов в районах эпизоотий чумы.
В 1930 году по приглашению Ильи Григорьевича Иоффа стал сотрудником Ростовского института микробиологии и эпидемиологии. В 1932 году начал работать в Институте зоологии при МГУ. Читал лекции студентам по экспериментальной этологии и руководил дипломными работами. В 1935 году присвоено учёное звание доцента. В 1936 году по приглашению Даниила Николаевича Кашкарова Калабухов занимается организацией лаборатории экологии в Ленинградском университете и читает лекции по экспериментальной экологии.
В 1938 году без защиты диссертации присвоена учёная степень кандидата биологических наук. Перед началом Великой Отечественной войны в течение года работал заместителем директора Московского зоопарка. В 1941—1942 годах воевал Ржевском направлении. После ранения в 1942 году был направлен в Главное санитарное управление Советской армии. Участвовал в проведении противоэпидемиологических мероприятий на Воронежском, Западном и Калиниском фронтах. В 1946 году защитил в МГУ докторскую диссертацию на тему «Экологофизиологические особенности животных и условия среды» и в этом же году его избирают заведующими кафедрой экспериментальной экологии в Харьковском университете.
В 1953 году стал сотрудником Противочумного института «Микроб» в Саратове. В 1959 году возглавил лабораторию в астраханском филиале этого института. В 1973 году Калабухов создаёт лабораторию экспериментальной зоологии в Биолого-почвенном институте Дальневосточного отделения АН СССР. В 1978 году вернулся в Астрахань. Умер в Астрахани 17 октября 1991 году.

## Научные достижения
Научная деятельность Калабухова связана теоретическими и экспериментальными проблемами экологии животных. Внёс вклад в изучение эпизоотий чумы и туляремии. Разрабатывал методики борьбы с грызунами. Им было показано, что эпизоотии чумы зависят от сроков пробуждения сусликов и активностью расселения молодых сусликов. В сотрудничестве с В. В. Раевским экологию и сезонные физиологические изменения у сусликов. С помощью методов мечения они установили, что подвижность сусликов с целью оценки скорости распространения ими инфекции.
В период работы Института зоологии при МГУ по поручению Владимира Владимировича Алпатова занимается изучением проблем анабиоза при охлаждении на примере пчёл, летучих мышей, рыб, амфибий и рептилий.
Совместно с микробиологом И. С. Тинкером впервые провёл эксперименты по инфекционной чувствительности сусликов к чуме в зависимости от пола и возраста. В экспериментах (совместно Л. Б. Левинсоном) по инфицированию летучих мышей трипаносомами показал, что в состоянии оцепенения зверьков размножения трипаносом не происходит. После пробуждения начинается быстрое увеличение численности паразита, что вызывает гибель летучих мышей.

## Награды и звания
Награждён орденом «Красной звезды», медалями «За оборону Москвы» и «За победу над Германией».
В 1942 году избран членом-корреспондентом Лондонского зоологического общества.
В 1952 году за разработку мер борьбы, приведшие к оздоровлению предкавказского  очага чумы в составе авторского коллектива стал лауреатом Сталинской государственной премии СССР

## Избранные публикации
Автор более 150 публикаций, в том числе монографии в серии Фауна СССР:

### Монографии
- Громов И. М., Бибиков Д. И., Калабухов Н. И., Мейер М. Н. Наземные беличьи (Marmotinae) // Фауна СССР. Млекопитающие. — М.—Л.: Издательство АН СССР, 1965. — Т. 3, вып. 2. — (Новая серия № 92).
- Калабухов Н. И. Спячка животных. — 2-е издание. — М.: Советская наука, 1946. — 184 с.
- Калабухов Н. И. Периодические (сезонные и годичные) изменения в организме грызунов, их причины и последствия. — Л.: Наука, 1969. — 249 с.
- Калабухов Н. И. Жизнь зоолога: (Полвека изучения млекопитающих и др. животных). — М.: Изд-во МГУ, 1978. — 182 с.
- Калабухов Н. И. Калабухов Н.И. Методика экспериментальных исследований по экологии наземных позвоночных: (Учебное пособие для биол.-почв. фак. гос. ун-тов). — М.: Советская наука, 1951. — 177 с.
- Калабухов Н. И. Спячка млекопитающих / Отв. ред. В. Е. Соколов, Н. В. Башенина. — М.: Наука, 1985. — 260 с.

### Статьи
- Калабухов Н.И. Материалы по изучению оцепенения (спячки и анабиоза) у пчелы Apis mellifera // Зоологический журнал. — 1933. — Т. 12, № 4. — С. 121—120.
- Калабухов Н.И. Закономерности массового размножения мышевидных грызунов // Зоологический журнал. — 1935. — Т. 14, № 2. — С. 209—242.
- Kalabuchov N. I. Anabiose bei Wirbeltiere und Insecten bei Temperaturen under 0° (нем.) // Zool. Zahr.. — 1935. — Bd. 55, Nr. 1. — S. 47—64.
- Калабухов Н.И., Левинсон Л. Б. Действие низких температур на трипанозом (Tripanosoma equiperdum) в организме млекопитающих // ДАН СССР. — 1936. — Т. 1 (X), № 1 (78). — С. 44—48.
- Калабухов Н.И. Значение грызунов как фактора очаговости некоторых инфекций // Зоологический журнал. — 1949. — Т. 28, № 5. — С. 389—406.
- Калабухов Н.И. Изменчивость и массовое размножение // Журнал общем биологии. — 1943. — Т. 3, № 3. — С. 381—393.